# Кайвський дуб
57°03′52″ пн. ш. 23°01′30″ сх. д. / 57.0643983° пн. ш. 23.0250605° сх. д.

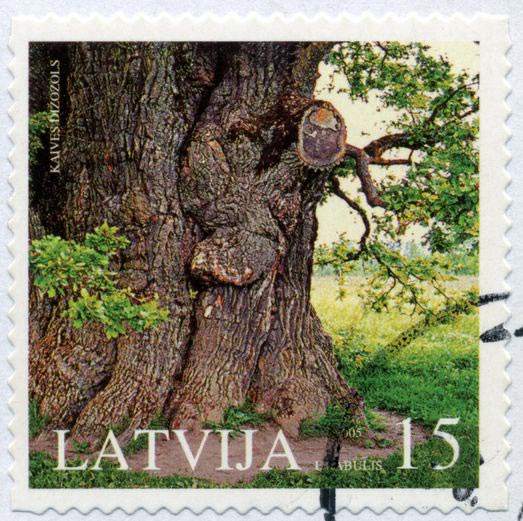
Кайвський дуб на поштовій марці Латвії 2005 року

Ка́йвский дуб (латис. Kaives ozols, Kaives Senču ozols) — найстаріше дерево Латвії і найтовстіший дуб у Прибалтиці. 
Дуб росте на північній окраїні містечка Кайве, в присілку Сенчі. Висота дуба 18,0 м, обхват 10,2 м, вік — бл. 1000 років. Кайвський дуб — природоохоронний об'єкт і включений в список природних пам'яток Латвії. Кайвський дуб шанується у язичників як місце чарівне і чаклунське.

## Галерея

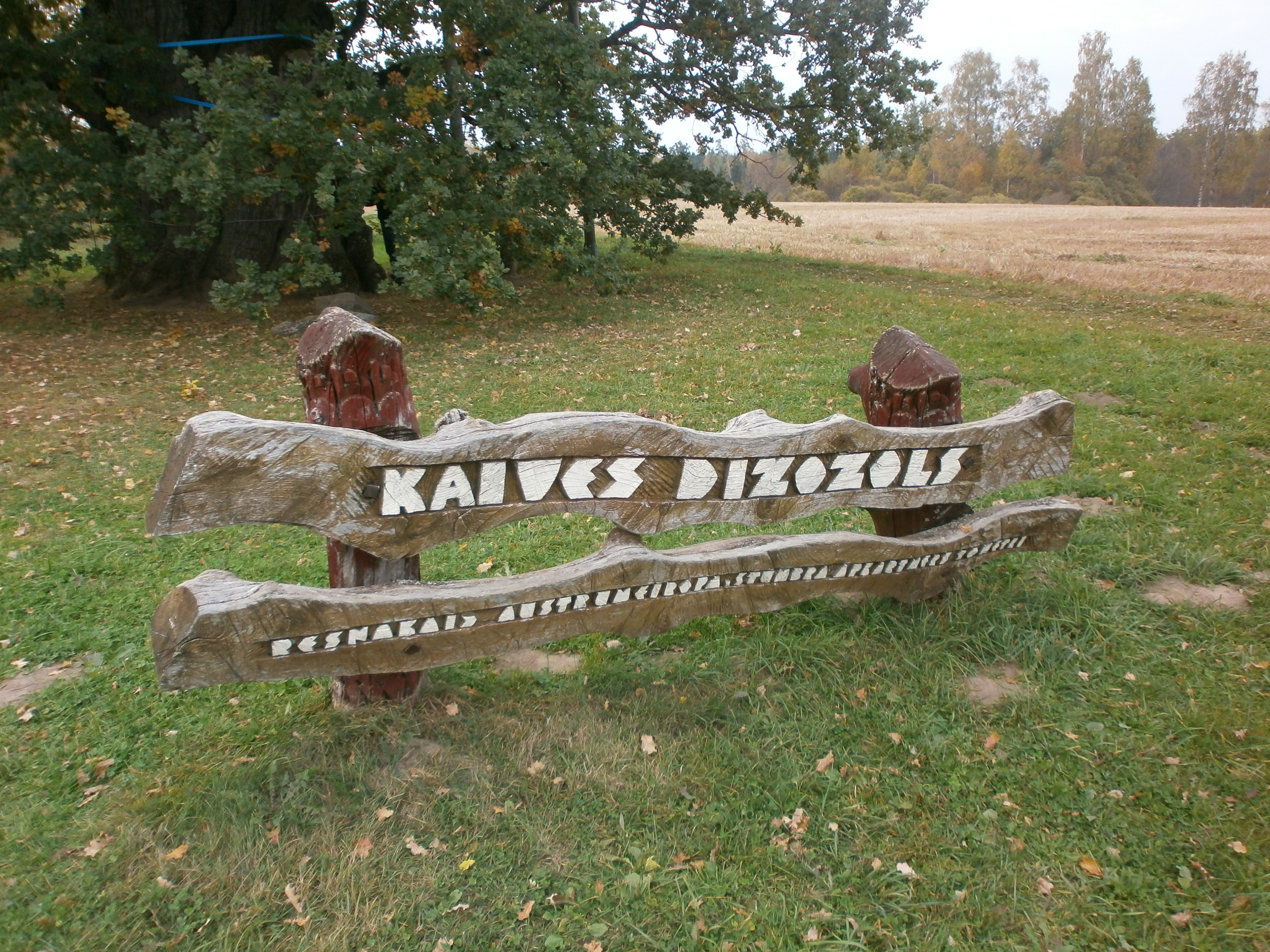
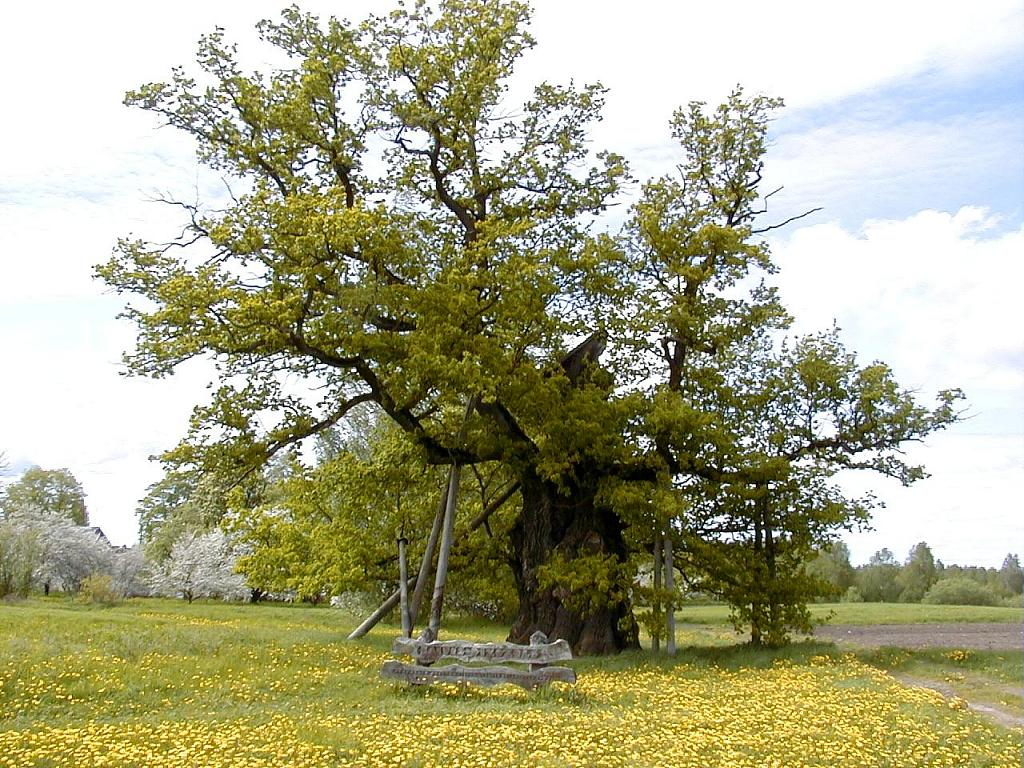
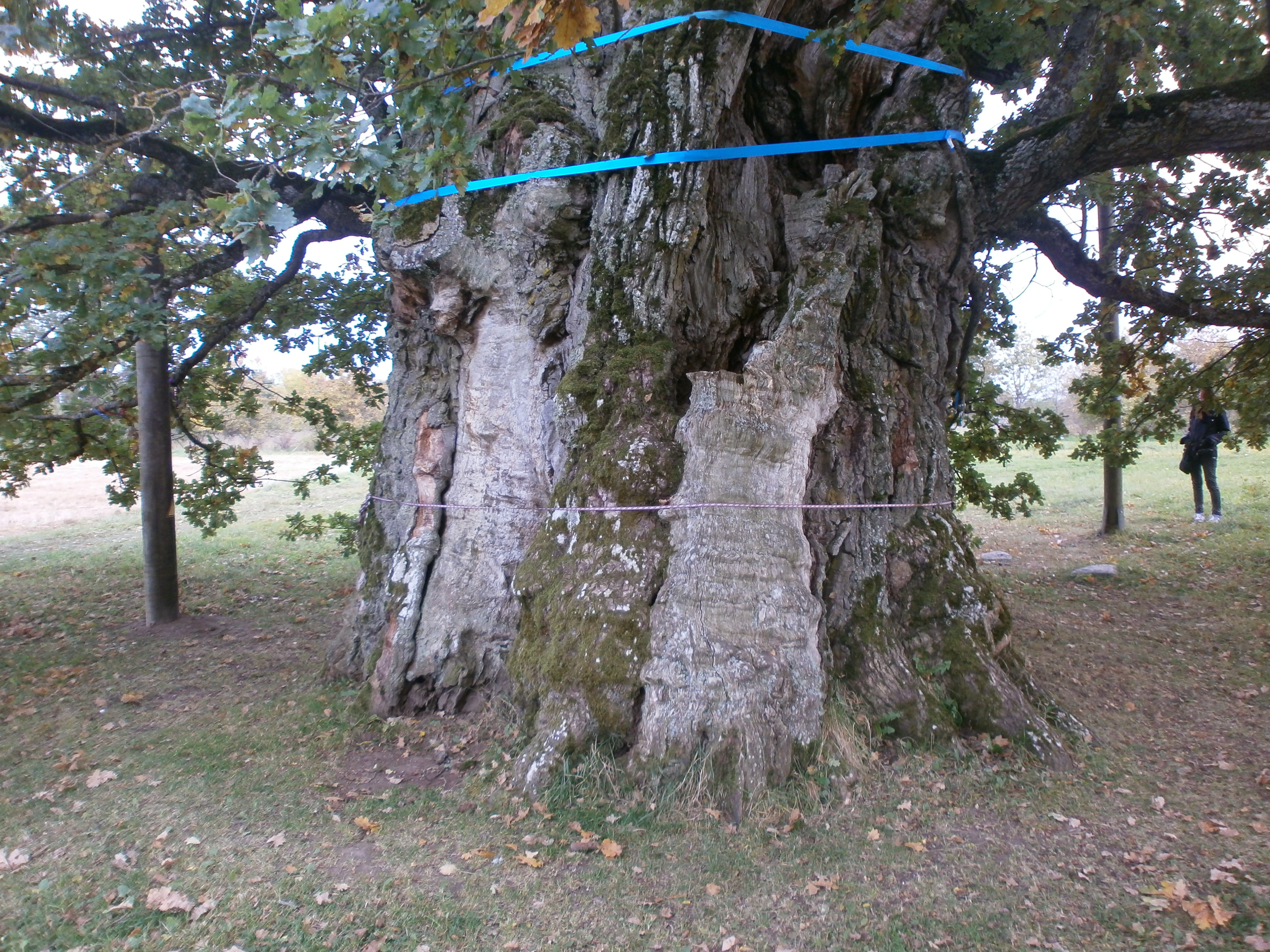
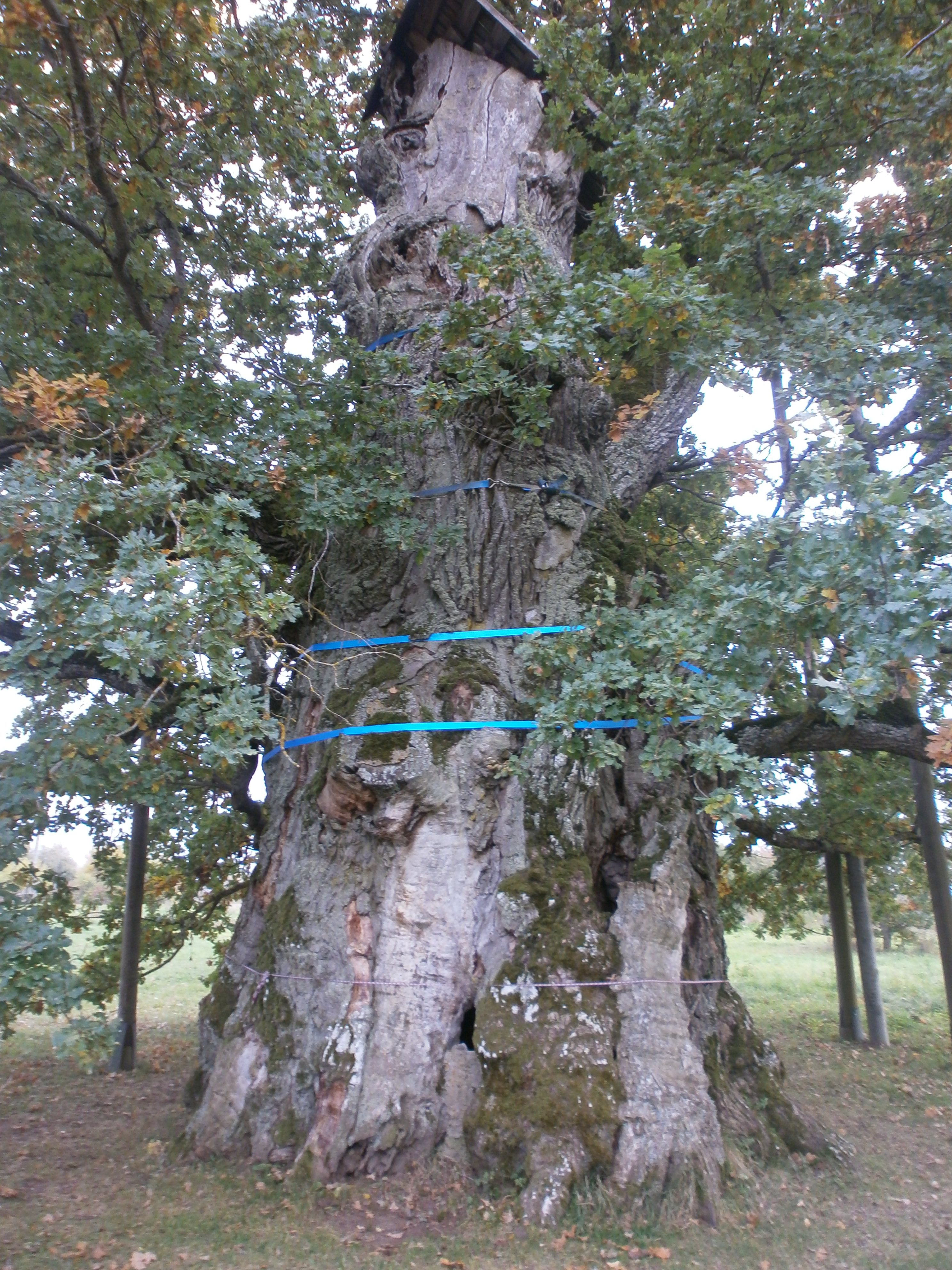
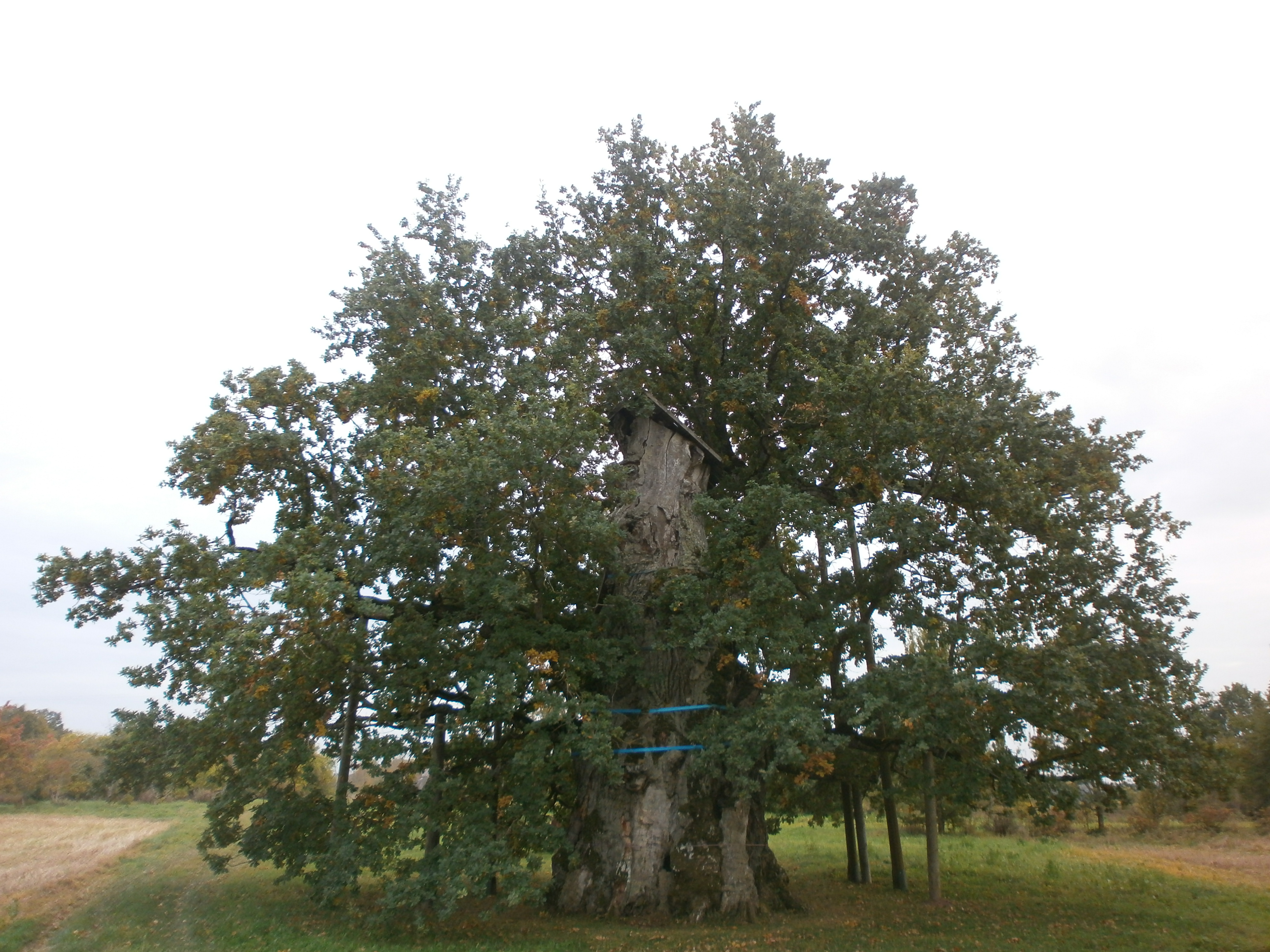